# فيلادلفيا يونيون 2
فيلادلفيا يونيون 2 (بالإنجليزية: Philadelphia Union II)‏ هو نادي كرة قدم أمريكي أسس في سنة 2015 في بنسلفانيا الأمريكية، يلعب الفريق حاليا في بطولة الدوري الامريكي على ملعب تالين أنغري.

## المراجع

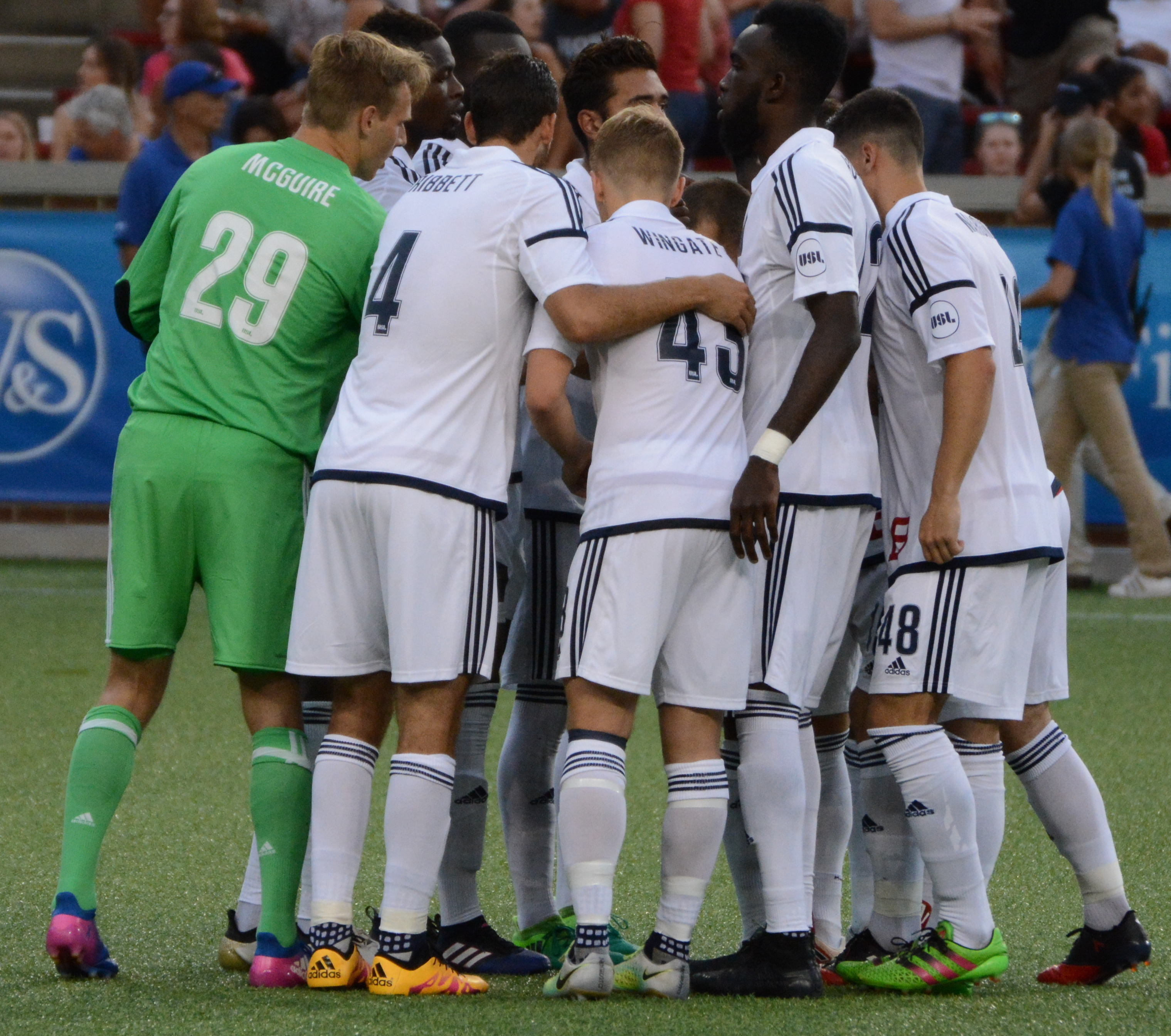
لاعبي فريق بثلهام ستييل